# Prosopoeme nigripes
Prosopoeme nigripes är en skalbaggsart som beskrevs av Aurivillius 1927. Prosopoeme nigripes ingår i släktet Prosopoeme och familjen långhorningar.
Artens utbredningsområde är Sulawesi. Inga underarter finns listade i Catalogue of Life.